# Víctor Winer
Víctor Winer (Buenos Aires, Argentina, 14 de febrero de 1954) es un dramaturgo argentino nacido en Buenos Aires el 14 de febrero de 1954. Pasó gran parte de su juventud en Rosario, Santa Fe, donde se asentó su familia; a los 18 años regresó a su ciudad natal donde dio los primeros pasos en el teatro y de a poco dejó el escenario para consolidarse como autor.

## Obras
Teatro
- En marzo de 2007 estrenó su obra Loteo en el CELCIT, una comedia dramática protagonizada por Rita Terranova y dirigida por el propio autor.[1]
- En abril de 2007 estrenó Cloro (Variaciones alrededor del número atómico 17) en el Centro Cultural de la Cooperación.[2]
- La mayor, la menor y el del medio, 2000/01 en el Teatro Anfitrión.
- Monólogos de dos continentes, 1999 en Casa de América de Madrid, España.
- Contemos en el Cervantes, 1998/00 en el Teatro Nacional Cervantes, obra declarada de interés cultural por el Senado de la Nación.
- Examen de carnaval, 1997.
- Por donde empezó a colarse el agua.
- Luna de miel en Hiroshima, 1994.
- Viaje de placer, 1988 en la Comuna Baires de San Telmo.
- Honrosas excepciones, 1983 en el Teatro Margarita Xirgu.
- El último tramo, 1981 en el Centro Cultural Ramos Mejía.
- Buena Presencia, 1981 en el Teatro Roberto J. Payró. Obra premiada con el segundo Premio Nacional de Teatro otorgado por la Secretaría de Cultura de la Nación período 1981 / 1983.[3]

Libros
- Teatro ocho autores;
- Teatro Completo;
- Fuego que enciende fuego;
- Freno de mano.

## Reconocimientos
En 1998 fue distinguido con el Segundo Premio Nacional de Teatro otorgado por la Secretaría de Cultura de la Nación. En el año 2005 obtuvo el premio Casa de las Américas de Cuba por su obra Postal de Vuelo.